# Георги Костов (режисьор)
Вижте пояснителната страница за други личности с името Георги Костов.
Георги Костов Янакиев е български драматичен режисьор, обществен и театрален деец, народен артист (1950).

## Биография
Роден е на 7 януари 1895 г. в село Искрец, тогава в община Искрец, околия Искрец, окръг София, Княжество България.
Театрална подготовка получава през 1920 – 1921 г. във Виена. От 1921 г. е член на БКП. През 1921 – 1922 г. е режисьор в работническия театър при Софийския клуб на БКП (тесни социалисти) „Георги Кирков“, а през 1923 – 1926 г. – в пътуващия „Задружен театър“, където поставя социалната пиеса „Непогребаните“ от Евдокимов. От 1929 г. е директор-режисьор на професионални театри. Заедно с Васил Кирков създава в Плевен театъра „Народна студия“ (1929 – 1931 г.), в който поставя съветските пиеси „Два свята“ от А. Г. Глебов, „Предателят Азев“ по А. Н. Толстой, „Луната вляво“ от В. Н. Бил – Белоцерковски, „Когато рухнат социалните различия“ от Ю. Юдин, „Чудната сплав“ от В. М. Киршон, „Чуждото дете“ и „Просто момиче“ от В. В. Шкваркин и други. Ръководи „Театър за народа“, „Нова сцена“, „Т-35“, „Кооперативен народен театър“, „Съвременен театър“, Пловдивски областен театър, Южнобългарски народен театър. Театрите, създавани от Костов, са преследвани и разформировани от полицията. През 1943 г. е арестуван и изпратен в лагера „Кръсто поле“ (край село Еникьой, Ксантийско). Костов е редактор на списание „Български артист“ (1926 – 1932 и 1934 г.) и на легалното теоретично списание на БКП „Културно-обществен преглед“. Секретар е на Съюза на артистите (1926 – 1929 г.).
След 9 септември 1944 г. е директор на театралния отдел при Министерството на пропагандата (1944 – 1946 г.), на Народния театър за младежта (1946 – 1951 г.) и на театър „Трудов фронт“ в София (1955 – 1961 г.). От 1954 г. е професор по режисура във ВИТИЗ в София; през 1954 – 1961 г. е заместник-ректор на института. Поставя пиесите „Руски хора“ от К. М. Симонов, „Червената връзка“ от С. В. Михалков, „Островът на мира“ от И. Илф и Е. Петров и други. Носител е на Димитровска награда (1950 г.).
Починал е на 8 юли 1961 г. в София.